# Hildegard Brem
Maria Hildegard Brem OCist (* 2. März 1951 in Wien als Renate Brem; † 23. August 2024 in Hohenweiler) war eine österreichische Zisterzienserin und Äbtissin der Abtei Mariastern-Gwiggen.

## Leben
Brem besuchte die Volksschule im Sacré Coeur in Wien-Rennweg (1957–1961) und die Höhere Internatsschule des Bundes in Wien (1961–1969). Von 1969 bis 1974 studierte sie an der Universität Wien Mathematik, Philosophie, Psychologie, Pädagogik und Theologie für das Lehramt an Höheren Schulen und abschließende Prüfungen. Sie wurde 1975 zur Magistra der Naturwissenschaften und im Juni 1977 mit Dissertation in Mathematik Lagerungen von n Kreisen mit 2 verschiedenen Größen im Einheitskreis zur Dr. phil. promoviert. Sie unterrichtete an Gymnasien in Wien und Hollabrunn (1975–1977).
Im September 1977 trat sie in die Abtei Mariastern-Gwiggen in Hohenweiler ein. Das Noviziat schloss sie mit der zeitlichen Profess am 13. Mai 1979 ab. Sie nahm den Ordensnamen Hildegard an. Am 31. Mai 1982 legte sie die feierliche Profess ab. Im Dezember 1982 wurde sie zur Novizenmeisterin ernannt. 1995 wurde sie Subpriorin und 2002 Priorin. Zur Äbtissin des Klosters wurde sie am 3. März 2005 gewählt. Am 23. April 2005 fand die Benediktion statt. Sie wählte den Wahlspruch Ausculta – Höre. Sie war Dozentin für Zisterzienserforschung und Mitglied des Instituts für Spirituelle Theologie und Religionswissenschaft der Hochschule Heiligenkreuz. 2017 wurde sie mit dem Ehrenzeichen des Landes Vorarlberg ausgezeichnet.
Hildegard Brem starb am 23. August 2024 nach kurzer schwerer Krankheit.

## Schriften (Auswahl)
- Aelred von Rievaulx, Spiegel der Liebe (= Texte der Zisterzienser-Väter. Band 2). Eschenbach 1989, OCLC 887779217.
- Aelred von Rievaulx, Spiegel der Liebe (= Christliche Meister. Band 37). Johannes-Verlag, Trier 1989, ISBN 3-89411-006-6.
- In der Freude der Liebe. Gianna Beretta Molla (= Freunde des Herrn. Band 11). Salterrae, Maria Roggendorf 1998, ISBN 3-901297-10-3.
  - In der Freude der Liebe. Gianna Beretta Molla (= Freunde des Herrn. Band 11). 2. Auflage, Salterrae, Maria Roggendorf 2005, ISBN 3-901297-10-3.
- mit Alberich Martin Altermatt: Einmütig in der Liebe. Die frühesten Quellentexte von Cîteaux (= Quellen und Studien zur Zisterzienserliteratur. Band 1). Bernardus-Verlag, Langwaden 1998, ISBN 3-910082-58-0.
- mit Alberich Martin Altermatt: Neuerung und Erneuerung. Wichtige Quellentexte aus der Geschichte des Zisterzienserordens vom 12. bis 17. Jahrhundert (= Quellen und Studien zur Zisterzienserliteratur. Band 6). Bernardus-Verlag, Langwaden 2003, ISBN 3-934551-74-2.
- Aelred von Rievaulx, Samenkörner zur Meditation (= Quellen und Studien zur Zisterzienserliteratur. Band 8). Bernardus-Verlag, Langwaden 2004, ISBN 3-937634-15-0.
- Balduin von Ford, Sermones Brepols, Turnhout 2012, ISBN 978-2-503-54655-1.
- Gertrud von Helfta, Botschaft von Gottes Güte I (Buch 1 und 2). Be & Be, Heiligenkreuz 2014, ISBN 978-3-902694-57-7.
- mit Gerhard Winkler: Evangelium pur. Die Werke der Barmherzigkeit. Bucher, Hohenems/Wien/Vaduz 2014, ISBN 978-3-99018-275-8.
- Gertrud von Helfta, Botschaft von Gottes Güte II (Buch 3). Be & Be, Heiligenkreuz 2015, ISBN 978-3-902694-62-1.
- Gertrud von Helfta, Botschaft von Gottes Güte III (Buch 4). Be & Be, Heiligenkreuz 2016, ISBN 978-3-903118-06-5.
- Die Carta Caritatis. In: Cistercienser Chronik 126. Jg. (2019), S. 194–214.
- Zweite Liebe? Geistliche Lebenswenden. Bernardus-Verlag, Aachen 2016, ISBN 978-3-8107-0231-9.